# Radio AM
Vous pouvez aider à l'améliorer ou bien discuter des problèmes sur sa page de discussion.
- Il ne cite pas suffisamment ses sources. Vous pouvez indiquer les passages à sourcer avec {{référence nécessaire}} ou {{Référence souhaitée}}, et inclure les références utiles en les liant aux notes de bas de page. (Marqué depuis juillet 2025)
- Son texte doit être wikifié : il ne correspond pas à la mise en forme Wikipédia (style, typographie, liens internes, liens entre les wikis, etc.). (Marqué depuis juillet 2025)

- Archive Wikiwix
- Bing
- Cairn
- DuckDuckGo
- E. Universalis
- Gallica
- Google
- G. Books
- G. News
- G. Scholar
- Persée
- Qwant
- (zh) Baidu
- (ru) Yandex
- (wd) trouver des œuvres sur Wikidata

La radio AM est un procédé de radiodiffusion à partir d'émetteurs utilisant la modulation d'amplitude (en anglais amplitude modulation ou AM). Ce terme désigne également le récepteur qui permet son écoute. La radio AM est utilisée dans les bandes de radiodiffusion GO, PO et OC, où elle permet une couverture plus large que la radio FM, avec une largeur de bande réduite. 

## Modulation d'amplitude

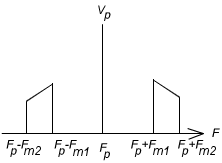
Spectre en fréquence d'une modulation d'amplitude

### Largeur de bande
La modulation d'amplitude est la variation en amplitude d'un signal électrique haute fréquence HF modulé par un signal électrique basse fréquence BF, elle se traduit par l'adjonction à la fréquence porteuse HF de deux bandes latérales (supérieure et inférieure) qui transportent le signal audio.
Ainsi, si on émet un signal audio de 2 kHz sur 765 kHz (émetteur de Sottens en ondes moyennes par exemple), on aura dans le signal :
- i : Bande latérale inférieure (porteuse - signal modulant) / Fréquence : 765-2=763 kHz ;
- P : Porteuse / Fréquence 765 kHz ;
- s : Bande latérale supérieure (porteuse + signal modulant) / Fréquence : 765+2=767 kHz ;
- iiPss : Forme du signal émis sur un analyseur de spectre.

### Puissance
Lorsque l'on module une porteuse en amplitude, la puissance émise augmente.
{\displaystyle P_{tot}=P_{port}(1+{\frac {k^{2}}{2}})}
où k est le taux de modulation moyen (0 < k < 1).
Un émetteur de 100 watts (puissance de la porteuse) émettra donc une puissance maximum de 150 W si k = 1 :
- la porteuse 100 W ;
- la bande latérale inférieure : 25 W ;
- la bande latérale supérieure : 25 W.

En fonctionnement normal, le taux moyen de modulation est relativement faible. Ceci est dû à la nature du signal sonore (paroles, musique), dont le niveau moyen est faible par rapport au niveau maximum.

## Structure d'un émetteur AM
La figure ci-dessus montre la structure d'un émetteur de radiodiffusion en modulation d'amplitude :
- la porteuse haute fréquence (par exemple 1 MHz pour une émission en ondes moyennes) est générée par un oscillateur, nommé maître-oscillateur ; sa fréquence est stabilisée par un quartz ;
- le signal de l'oscillateur est amplifié par un ou plusieurs étages (selon la puissance de l'émetteur) travaillant en classe C, de façon à obtenir un bon rendement ;
- les différentes sources audio, tourne-disques, lecteurs de disques compacts, magnétophones, micros (non-illustrés) sont raccordées chacune à un amplificateur adapté qui corrige les non-linéarités en fréquence éventuelles des transducteurs (cellule du tourne-disques, tête de lecture magnétique...) ;
- un sommateur permet de combiner les différentes sources, de régler leur intensité, de réaliser des effets (fade in, fade out) ; ce bloc est aussi appelé table de mixage ;
- le signal de sortie du sommateur est appliqué à un ampli audio travaillant en classe A de façon à minimiser les distorsions ;
- le modulateur est un ampli audio de puissance ; il doit être capable de fournir la puissance nécessaire aux bandes latérales, soit au maximum 50% de la puissance de la porteuse ; afin d'obtenir une bonne linéarité et un rendement honorable, on utilise souvent un amplificateur de type push pull fonctionnant en classe B ou AB ;
- la porteuse amplifiée et le signal audio amplifié sont appliqués à l'étage final d'amplification, nommé PA (Power Amplifier) travaillant en classe C ; la technique la plus répandue est la modulation par l'anode, où le signal RF est appliqué à la grille d'un tube à vide (ou à la base d'un transistor) et le signal audio est superposé au signal d'alimentation Vcc de l'étage final ;
- le signal de sortie du PA est envoyé à l'antenne, éventuellement à travers une ligne de transmission si émetteur et antenne sont physiquement séparés.

## Bandes utilisées

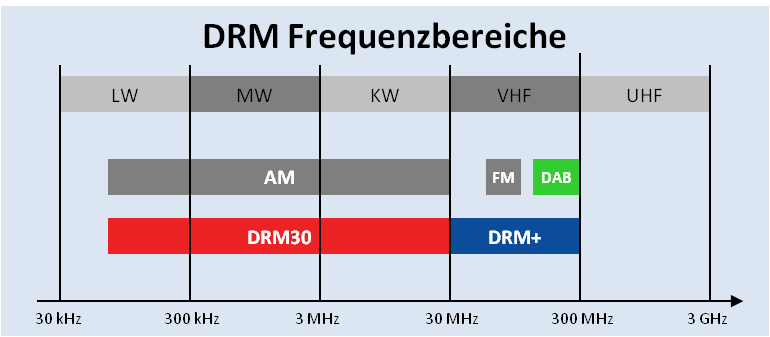
Plages

En Europe, les radios publiques et commerciales émettent en AM en ondes longues (OL ou GO ou LW de 150 kHz - 281 kHz), moyennes (OM ou PO ou MW de 520 kHz - 1 620 kHz) et courtes (OC ou SW sur 12 bandes de 2 300 kHz à 26 100 kHz). En Amérique du nord, en mode commercial, les stations de radio en modulation d'amplitude émettent dans la bande 540-1710 kHz.
En Europe, la largeur de canal dans les gammes d'ondes nommées plus haut est de 9kHz.
En Amérique du Nord, on utilise des canaux de 10 kHz au lieu de 9 comme en Europe. On peut donc transmettre des signaux de 5 kHz au maximum. Les fréquences d'émission vont de 530 kHz à 1600 kHz pour la bande standard et de 1610 à 1710 kHz pour la bande X (extended band). La seule radio francophone de la bande X est Radio-union, une station radio de faible puissance (1 kW) destinée à la communauté haïtienne de Montréal. Il existe aussi des stations AM stéréophoniques qui utilisent une largeur de bande de 12 kHz.
En Amérique du Nord, la limite en puissance d'une station AM a été limité à 50 kW, une limite bien plus faible qu'en Europe.

### Structure d'un récepteur AM

#### Réception et filtrage
- Antenne: La réception est assurée par une antenne, c’est-à-dire par un fil métallique d’une longueur de 1 mètre environ. Le signal perçu est complexe car de nombreuses radiations électromagnétiques se propagent dans l’espace: il s’agit d’un mélange de signaux modulés envoyés par les différents émetteurs existants.

- Le dipôle LC parallèle: Une antenne réceptrice est sensible aux nombreuses émissions radio existantes. Il est donc nécessaire de filtrer les signaux reçus, pour sélectionner la porteuse correspondant à l’émetteur recherché. Pour éliminer les parasites et améliorer la réception, on va insérer dans la  bobine un batônnet de ferrite qui a une très grande perméabilité magnétique et va ainsi concentrer le champ magnétique. Le signal reçu est ainsi multiplié en tension par 8 environ.

#### Préamplification
La tension aux bornes du dipôle LC, apparaissant grâce à l’antenne, étant très faible (quelques dizaines de milliVolts), il est nécessaire d’amplifier cette tension. Cette amplification est réalisée en utilisant un montage amplificateur non-inverseur comportant un Amplificateur Opérationnel et deux résistances dont la valeur sera choisie en fonction du facteur d’amplification souhaité.

#### Démodulation
La démodulation d’amplitude est l’opération consistant à reconstituer le signal modulant à partir de l’onde modulée en amplitude. Voici un exemple.
Elle s’opère en deux étapes :
- la détection d’enveloppe: il s’agit d’un montage redresseur simple alternance : la diode bloque les alternances négatives. La tension recueillie aux bornes du conducteur ohmique est une tension modulée redressée.
- l’élimination de la composante continue par filtrage: l’opération consiste à ajouter un condensateur en dérivation aux bornes du conducteur ohmique du montage redresseur.

#### Amplification et émission sonore
Cette partie du montage permet d’amplifier le signal démodulé afin qu’il soit audible au moyen d’un haut-parleur.

## Radio AM et radio FM
La modulation d'amplitude permettrait une qualité de réception similaire à la modulation de fréquence, c'est le cas par exemple sur la sous-porteuse son de télévision, modulée en AM, et même en stéréo.
Cependant, en radiodiffusion, la largeur du spectre du signal modulé étant le double de la plus haute fréquence présente dans le signal modulant, la bande passante du signal audio de 4,5 kHz au maximum. La qualité des émissions en radio AM est donc loin des normes « hifi » vis-à-vis de la bande passante. De plus les radio AM sont écoutées à des distances où les distorsions de propagation sont importantes, dégradant également la qualité.
Ces différents défauts sont éliminés en radio FM : la bande passante suffisante en VHF permet d'affecter 150kHz à chaque émission et les émissions sont écoutées en propagation directe. 
La radio AM n'occupe qu'un spectre limité à deux fois la fréquence maximum présente dans le signal transmis, contrairement à la FM. La réception de programmes de qualité est possible jusqu'à des distances de  1 000 km en moyenne fréquence, et permet de diffuser des informations au-delà des océans en bandes HF, (1 à 30Mhz) grace à la particularité de propagation de ces ondes par réflexion sur les couches ionisées de l'atmosphère.